# Platysmacheilus exiguus
Platysmacheilus exiguus är en fiskart som först beskrevs av Lin 1932.  Platysmacheilus exiguus ingår i släktet Platysmacheilus och familjen karpfiskar. IUCN kategoriserar arten globalt som livskraftig. Inga underarter finns listade i Catalogue of Life.